# الکساندر پوپوف (وزنه‌بردار)
الکساندر پوپوف (روسی: Александр Попов؛ زادهٔ ۱۷ نوامبر ۱۹۵۹) وزنه‌بردار اهل شوروی بود.
وی در مسابقات کشوری و بین‌المللی در مجموع برندهٔ ۴ مدال نقره، ۱ مدال برنز شده‌است.